# Volva (genre)
Genre
Synonymes
- Birostra Swainson, 1840
- Birostris Fabricius, 1823
- Radius Montfort, 1810

Volva est un genre de mollusques gastéropodes de la famille des Ovulidae.

## Liste des espèces
Selon World Register of Marine Species (26 juin 2016) :
- Volva cumulata Iredale, 1931
- Volva habei Oyama, 1961
- Volva kilburni Cate, 1975
- Volva striata (Lamarck, 1810)
- Volva volva (Linnaeus, 1758), Volve[3]

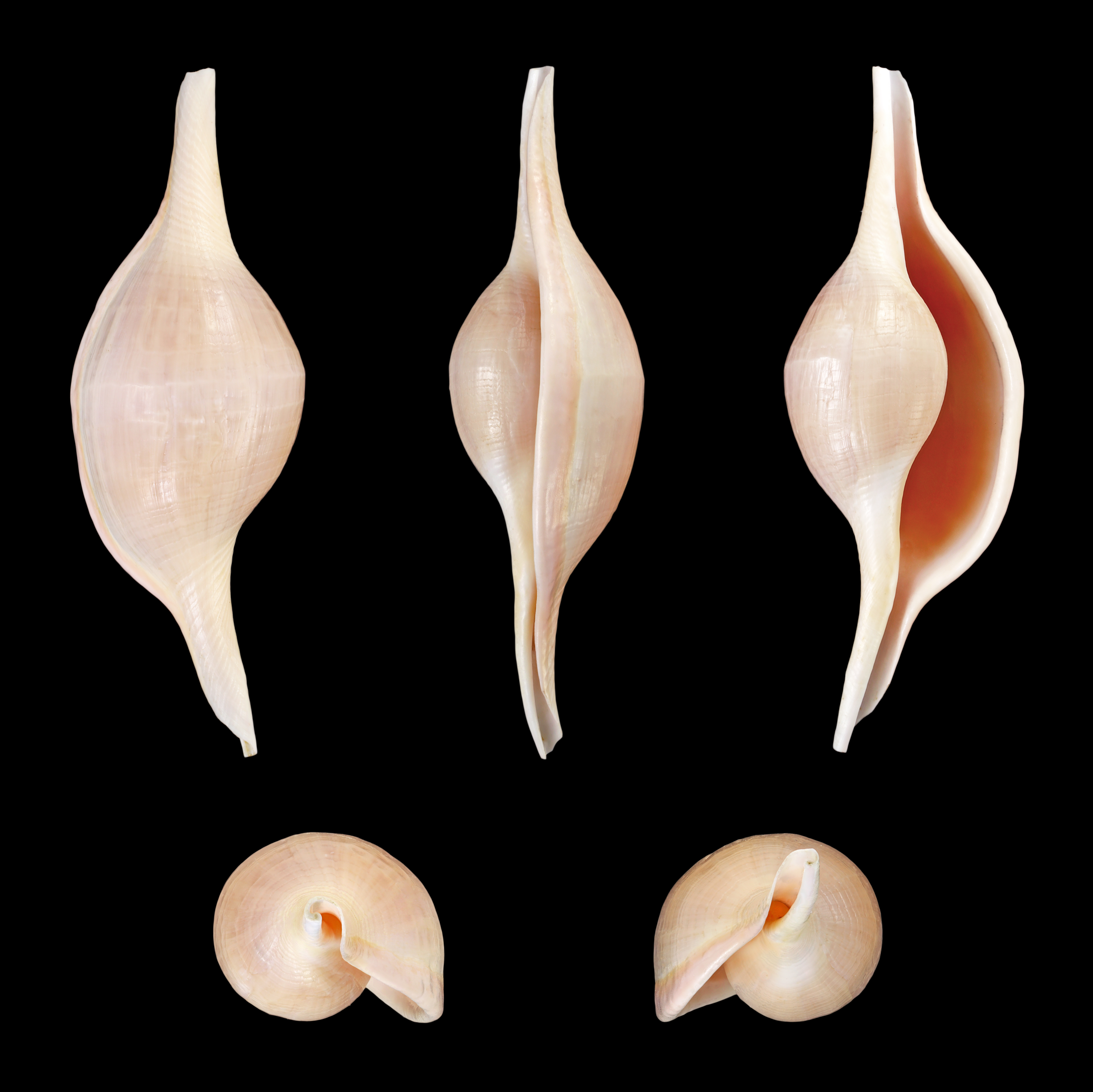
Volva habei